# Habitatge al carrer Jacint Verdaguer, 171 (Sant Vicenç dels Horts)
L'Habitatge al carrer Jacint Verdaguer, 171 és una obra del municipi de Sant Vicenç dels Horts (Baix Llobregat) inclosa en l'Inventari del Patrimoni Arquitectònic de Catalunya.

## Descripció
Es tracta d'un edifici cantoner amb planta baixa, pis i terrat de tipus català. La façana presenta una composició simètrica a partir de les obertures. Les llindes i els muntants de finestres i portes són ornats amb garlandes de flors i fullam, medallons, trencaaigües i dentells. Sota la cornisa presenta una sanefa de dibuix repetitiu i petites gelosies.
A la façana principal hi ha un balcó corregut, amb balustrada de pedra artificial de disseny aconseguit. La façana és estucada tot simulant aparell romà i carreus a les arestes. Aquest edifici ha estat restaurat.